# Lagodekhi (municipalité)
La municipalité de Lagodekhi (en géorgien : ლაგოდეხი) est un district de la région Kakhétie, en Géorgie, dont la ville principale est Lagodekhi (5 918 habitants).
Il compte 41 800 habitants au 1er janvier 2016 selon l'Office national des statistiques de Géorgie.    